# مک‌دانل داگلاس ام‌دی-۱۱

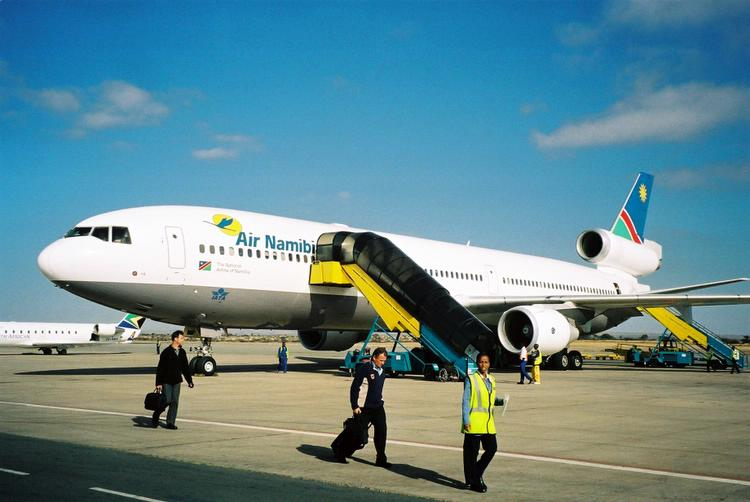
مک‌دونال داگلاس ام‌دی-۱۱ هواپیمائی ایر نامیبیا

مک‌دانل داگلاس ام‌دی-۱۱ (به انگلیسی: McDonnell Douglas MD-11) یک هواپیمای مسافربری پهن پیکر سه موتوره ساخته شرکت مکدانل داگلاس از شرکتهای اقماری بوئینگ کشور آمریکا است. نخستین پرواز ام‌دی-۱۱ در ۱۰ ژانویه ۱۹۹۰ صورت گرفت.
بیشتر مدلهای مسافربری آن با تغییر کاربری به هواپیماهای ترابری ویژه حمل کالا تبدیل شده‌اند. ام‌دی-۱۱ نسل جدیدی از هواپیمای قدیمی تر این شرکت، مک‌دونال داگلاس دی‌سی-۱۰ به حساب می‌آید.

## مشخصات
هواپیمای ام‌دی-۱۱ دارای دو موتور توربوفن در زیر بالها و یک موتور در بخش پائینی باله عمودی انتهای هواپیماست.
- فاصله نوک دو بال: ۵۱٬۶ متر
- طول: ۶۱٬۶ متر
- ارتفاع: ۱۷٫۶ متر
- ظرفیت مسافر: ۴۱۰ نفر
- بیشینه سرعت: ۹۴۵/۰ ماخ)سرعت مافوق صوت) (۱۰۰۳ کیلومتر بر ساعت)
- محدوده پرواز: ۷۲۴۰ کیلومتر

## مدل‌ها
- MD-11 مدل استاندارد مسافربری.
- MD-11 C دارای درب بزرگ در عقب برای حمل بار.
- MD-11 CF دارای قابلیت تبدیل از مسافربری به ترابری و بالعکس.
- MD-11 ER دارای باک بنزین اضافه برای مسافتهای طولانی‌تر.
- MD-11 F برای ترابری و حمل کالا.